# دوکت (مینه‌سوتا)

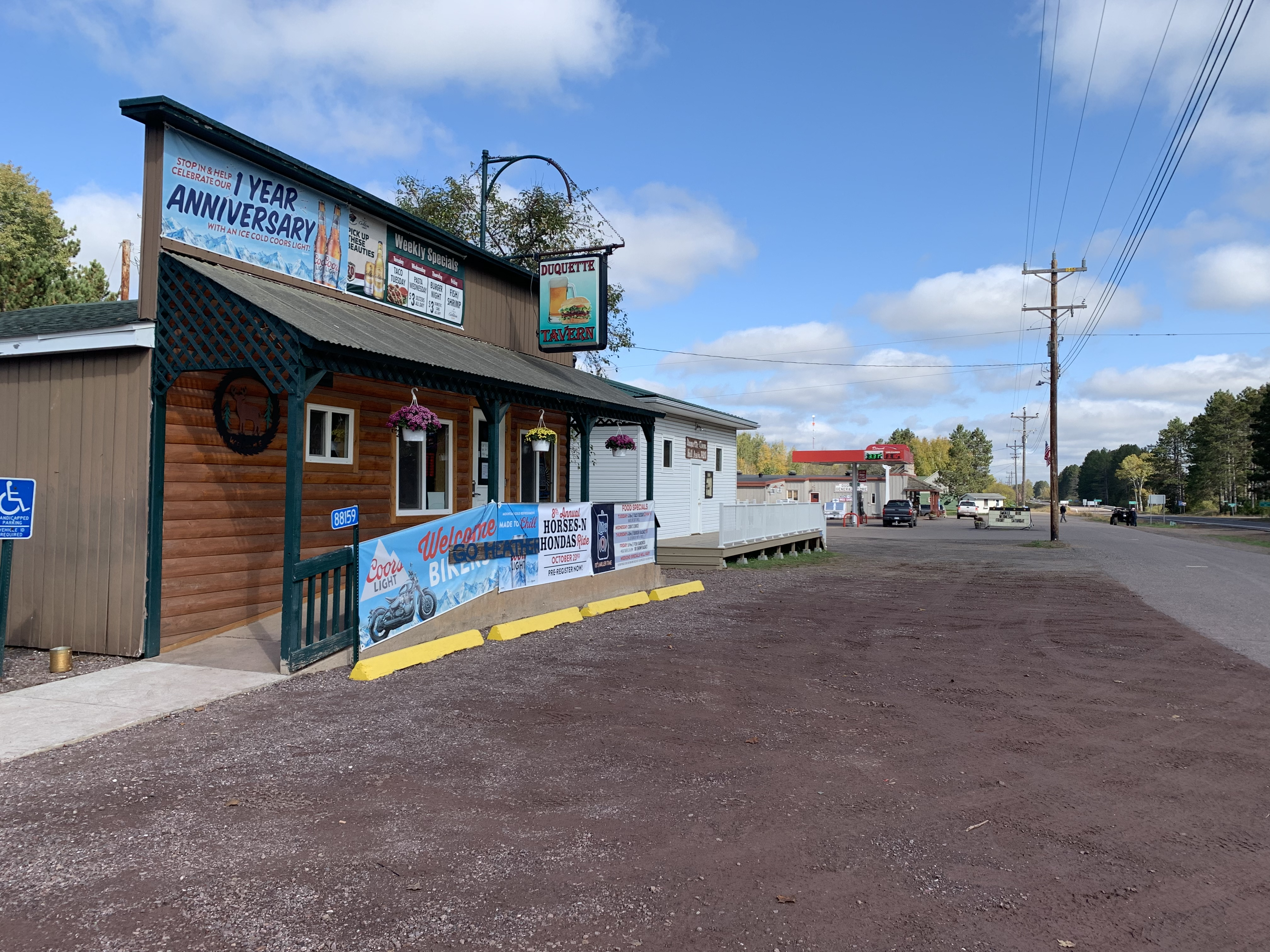
خیابانی در این منطقه

دوکت (به انگلیسی: Duquette) یک منطقهٔ مسکونی در ایالات متحده آمریکا است که در شهرستان پین، مینه‌سوتا واقع شده‌است. دوکت ۷۰ نفر جمعیت دارد و ۳۴۹٫۰ متر بالاتر از سطح دریا واقع شده‌است.